# أيوبيو ديار بكر
الأيوبيون أو أيوبيو ديار بكر: فرع من السلالة الأيوبية حكم في ديار بكر ما بين 1174-1284 م.
قائمة الحكام:
|   | الحاكم                               | الحياة    | الحكم     |
| - | ------------------------------------ | --------- | --------- |
| 1 | الناصر صلاح الدين يوسف بن أيوب       | ....-.... | 1174-1193 |
| 2 | العادل أحمد بن أيوب                  | ....-.... | 1193-1199 |
| 3 | الأوحد نجم الدين بن سيف الدين        | ....-.... | 1199-1210 |
| 4 | الأشرف موسى بن سيف الدين             | ....-.... | 1210-1221 |
| 5 | المظفر شهاب الدين غازي بن يوسف       | ....-.... | 1221-1244 |
| 6 | الكامل ناصر الدين محمد بن شهاب الدين | ....-.... | 1244-1284 |